# Canton de Sannois
Le canton de Sannois est une ancienne division administrative française, située dans le département du Val-d'Oise et la région Île-de-France.

## Composition
Le canton de Sannois était composé de la seule commune de Sannois depuis 1985. Avant cette date, la ville de Saint-Gratien faisait également partie du canton.

## Histoire
Canton créé en 1967, au moment de la création du département du Val-d'Oise.
En 1976, il est divisé lors de la création du canton de Saint-Gratien.
Il disparait en 2015.

## Administration
| Période | Période          | Identité               | Étiquette       | Qualité |
| ------- | ---------------- | ---------------------- | --------------- | --- |
| 1967    | 1979             | Léon Hovnanian         | Radical puis SE | Médecin généraliste Député (1956-1958) Maire de Saint-Gratien (1959-1977)                                                           |
| 1979    | 1985             | Francis Combes         | PCF             | Ecrivain, éditeur Ancien responsable de l'Union des étudiants communistes Plus jeune conseiller général de France en 1979           |
| 1985    | 2007 (démission) | Yanick Paternotte      | UDF-PR puis UMP | Docteur en pharmacie Adjoint au maire puis maire (1992-2014) de Sannois Député (2007-2012)                                          |
| 2007    | 2011             | Christophe Dulouard    | PS              | Fonctionnaire à la direction générale de la Comptabilité publique Vice-Président du Conseil Général Conseiller municipal de Sannois |
| 2011    | 2015             | Marie-Evelyne Christin | UMP             | Assistante de direction Adjointe au maire puis conseillère municipale de Sannois Elue en 2015 dans le Canton d'Argenteuil-1         |